# Den sjungande tråden
Den sjungande tråden (Le fil qui chante) är ett Lucky Luke-album från 1977. Det är det 46:e albumet i ordningen, och har nummer 35 i den svenska utgivningen. Det kom att bli René Goscinnys sista album innan hans död.

## Handling
USA har kommunikationsproblem, och behöver förbättra på transporterna mellan väst och öst. Diverse försök görs. Så småningom kommer telegrafen, men den västra linjen slutar i Carson City och den östra i Omaha. Man får förlita sig på Ponnyexpressen. Men när nordamerikanska inbördeskriget börjar beslutar USA:s president Abraham Lincoln att de två telegraflinjerna skall byggas samman. Två arbetslag tävlar 1861 om att nå Salt Lake City först eftersom vinnaren får pengar. Lucky Luke är förman för det ena laget - men förmannen för det andra laget är en skurk, som hyrt en sabotör, för att försvåra för motståndarna...

## Kommentar
Den sjungande tråden var indianernas namn på telegrafen då trådarna gav ifrån sig ett sjungande ljud i vinden.

## Bild och text
På slutsidorna i den svenskspråkiga versionen visas en svartvit målning, och en text om utbyggandet av telegrafen.

## Svensk utgivning
- Morris; Goscinny, René, (översättare: Kåre Persson) (1979). Den sjungande tråden. Lucky Lukes äventyr: 35. Stockholm: Bonniers Juniorförlag. Libris 7285140. ISBN 91-48-50053-4
- Andra upplagan, 1989
- I Lucky Luke – Den kompletta samlingen ingår albumet i "Lucky Luke 1975-1977". Libris 10147823. ISBN 91-7134-309-1
- Den svenska utgåvan trycktes även som nummer 58 i Tintins äventyrsklubb (1988). Libris 7674077. ISBN 91-7904-244-9